# ميليشيا دونباس الشعبية
ميليشيا دونباس الشعبية (بالإنجليزية: Donbass People's Militia)‏ (بالروسية: Народное ополчение Донбасса) هي مجموعة مسلحة موالية لروسيا أعلنت إنشاء دولة جمهورية دونيتسك الشعبية